# Fortune Harbour (schiereiland)
Fortune Harbour is een schiereiland aan de noordkust van het Canadese eiland Newfoundland. Het ongeveer 190 km² grote schiereiland heeft een lengte van 27 km en een breedte van maximaal 12 km. Het is vernoemd naar Fortune Harbour, een dorpje nabij het noordelijke uiteinde van het schiereiland.

## Geografie
Fortune Harbour scheidt de in het westen gelegen New Bay, een zijarm van Notre Dame Bay, van de in het oosten gelegen Bay of Exploits. In het noorden grenst het direct aan de open wateren van Notre Dame Bay. Het 27 km lange schiereiland is verbonden met het de rest van Newfoundland via een landengte die op het smalste punt amper 1,25 km breed is. 

### Plaatsen
Het schiereiland Fortune Harbour bestaat in zijn volledigheid uit gemeentevrij gebied. Het grootste dorp is het aan de noordwestkust gelegen Cottrell's Cove, een plaatsje met 123 inwoners (2016). In het noorden ligt voorts het gelijknamige dorpje Fortune Harbour, dat 78 inwoners telt. Daarnaast zijn er nog twee kleine gehuchten: Moore's Cove, dat vlak bij Cottrell's Cove gelegen is, en Charles Brook, dat zich op de isthmus bevindt. Alle plaatsen worden ontsloten door Route 352, die via Point of Bay zuidwaarts naar Northern Arm loopt.